# 翠屏街道 (兰坪县)
翠屏街道，是中华人民共和国云南省怒江傈僳族自治州兰坪白族普米族自治县下辖的一个街道。
2022年6月16日，云南省人民政府批准撤销金顶镇，设立金顶街道、翠屏街道，9月7日正式成立。

## 行政区划
翠屏街道下辖以下地区：
永昌社区、永安社区、永泰社区、金龙社区、玉泉社区、玉屏社区、江头河社区、团结社区、高坪村、干竹河村。